# Aedes atlanticus
Aedes atlanticus é um espécie de mosquito do género Aedes, pertencente à família Culicidae.